# Castianeira rubicunda
Castianeira rubicunda är en spindelart som beskrevs av Eugen von Keyserling 1879. Castianeira rubicunda ingår i släktet Castianeira och familjen flinkspindlar.
Artens utbredningsområde är Colombia. Inga underarter finns listade.